# Simon Rolfes
Simon Rolfes (Ibbenbüren, 21 januari 1982) is een Duits voormalig betaald voetballer die bij voorkeur op het middenveld speelde. Hij speelde voor Werder Bremen, SSV Reutlingen, Alemannia Aachen en tien jaar voor Bayer Leverkusen, waarvan hij van 2008 tot en met 2015 ook aanvoerder was. Rolfes was van 2007 tot en met 2011 actief in het Duits voetbalelftal, waarvoor hij 26 interlands speelde en twee keer scoorde.

## Carrière

### Voetballer
Rolfes' carrière in het betaald voetbal begon in het seizoen 2000/01 bij Werder Bremen. Hij kwam er in vier seizoenen nooit toe aan een competitieduel in de hoofdmacht. In 2002/03 werd hij verhuurd aan Reutlingen om daarmee in de 2. Bundesliga te spelen. In 2004 stapte Rolfes definitief over naar Alemannia Aachen, destijds ook een 2. Bundesliga-ploeg. Daar werd hij basisspeler. Omdat Alemannia Aachen in het voorgaande seizoen verliezend finalist was in het toernooi om de DFB-Pokal, speelde hij dat jaar ook in de UEFA Cup. Na één jaar in Aachen verkaste Rolfes naar Bayer Leverkusen dat hem in de Bundesliga liet debuteren. Na zijn derde seizoen als basisspeler in Leverkusen benoemde de toen net aangestelde coach Bruno Labbadia Rolfes tot aanvoerder.

#### Interlandcarrière
Rolfes debuteerde op 28 maart 2007 onder bondscoach Joachim Löw in het Duits voetbalelftal, in een vriendschappelijke wedstrijd tegen Denemarken. Daarna speelde hij meer dan twintig interlands. Twee daarvan waren op het EK 2008, waarop hij basisspeler was in de kwartfinale tegen Portugal en in de halve finale tegen Turkije. Löw wilde Rolfes ook meenemen naar het WK 2010, maar hiervoor zegde hij af omdat hij nog niet voldoende hersteld was van een operatie aan beschadigd kraakbeen in zijn rechterknie. De blessure kostte hem eerder een deel van de competitie van 2009/10.

### Voetbalbestuurder
Rolfes maakte in december 2014 op de website van zijn toenmalige werkgever Bayer Leverkusen bekend dat hij na het seizoen 2014/15 ging stoppen als profvoetballer. Dit om zich te kunnen concentreren op een verdere carrière als leidinggevende in de sportwereld. Hij ging in 2018 aan de slag als hoofd jeugdopleiding bij Bayer Leverkusen. Niet lang daarna werd hij aangesteld als sportief directeur. Rolfes was in die rol verantwoordelijk voor de aanstelling van Xabi Alonso als hoofdtrainer van de club. De Spanjaard leidde die Werkself naar de eerste landstitel en een tweede DFB-Pokal in haar historie.
Rolfes heeft de eerste lichting van de UEFA-managmentopleiding Executive Master for International Players (MIP) gedaan.

## Statistieken
| seizoen | club                    | land      | competitie    | duels | goals |
| ------- | ----------------------- | --------- | ------------- | ----- | ----- |
| 2000/01 | Werder Bremen           | Duitsland | Bundesliga    | 0     | 0     |
| 2001/02 | Werder Bremen           | Duitsland | Bundesliga    | 0     | 0     |
| 2002/03 | Werder Bremen           | Duitsland | Bundesliga    | 0     | 0     |
| 2002/03 | → SSV Reutlingen (huur) | Duitsland | 2. Bundesliga | 13    | 0     |
| 2003/04 | Werder Bremen           | Duitsland | Bundesliga    | 0     | 0     |
| 2004/05 | Alemannia Aachen        | Duitsland | 2. Bundesliga | 28    | 3     |
| 2005/06 | Bayer 04 Leverkusen     | Duitsland | Bundesliga    | 32    | 7     |
| 2006/07 | Bayer 04 Leverkusen     | Duitsland | Bundesliga    | 34    | 3     |
| 2007/08 | Bayer 04 Leverkusen     | Duitsland | Bundesliga    | 34    | 8     |
| 2008/09 | Bayer 04 Leverkusen     | Duitsland | Bundesliga    | 33    | 3     |
| 2009/10 | Bayer 04 Leverkusen     | Duitsland | Bundesliga    | 12    | 4     |
| 2010/11 | Bayer 04 Leverkusen     | Duitsland | Bundesliga    | 28    | 5     |
| 2011/12 | Bayer 04 Leverkusen     | Duitsland | Bundesliga    | 31    | 3     |
| 2012/13 | Bayer 04 Leverkusen     | Duitsland | Bundesliga    | 30    | 3     |
| 2013/14 | Bayer 04 Leverkusen     | Duitsland | Bundesliga    | 31    | 4     |
| 2014/15 | Bayer 04 Leverkusen     | Duitsland | Bundesliga    | 24    | 1     |